# Тетевчиці
Тете́вчиці — село в Україні, у Радехівській міській територіальній громаді Шептицького району Львівської області. Населення становить 1034 осіб.

## Населення

### Мова
Розподіл населення за рідною мовою за даними перепису 2001 року:
| Мова            | Кількість | Відсоток |
| --------------- | --------- | -------- |
| українська      | 1102      | 99.55%   |
| російська       | 1         | 0.09%    |
| інші/не вказали | 4         | 0.36%    |
| Усього          | 1107      | 100%     |